# Још сам ту
Још сам ту (порт. Ainda Estou Aqui) је политичка биографска драма из 2024. године коју је режирао Валтер Салис према сценарију Мурила Хаусера и Етореа Лорегеа. Филм је заснованом на истоименим мемоарима Марсела Рубенса Паиве из 2015. године. У главним улогама су Фернанда Торес и Фернанда Монтенегро као Евниси Паива, мајка и активисткиња која се носи са присилним нестанком свог супруга, дисидентског политичара Рубенса Паиве, током војне диктатуре у Бразилу.
Одмах након премијере у бразилским биоскопима 7. новембра 2024, у издању компаније Sony Pictures Releasing International, филм је био мета неуспешног бојкота од стране бразилске крајње деснице. Са приходом од 19,7 милиона долара уз буџет од 1,5 милиона долара, постао је филм са највећом зарадом у Бразилу од пандемије ковида 19.
Филм је светску премијеру имао 1. септембра 2024. на 81. Венецијанском међународном филмском фестивалу, где је добио изузетне критике, са универзалним похвалама за глуму Фернанде Торес, и освојио награду за најбољи сценарио. Национални одбор за рецензије прогласио га је једним од 5 најбољих међународних филмова 2024. године.
На 82. додели Златних глобуса, Торес је освојила награду за најбољу глумицу у драми, док је филм био номинован за најбољи филм на страном језику. Исти успех постигнут је и на додели награда Critics' Choice Movie Awards и БАФТА. На 97. додели Оскара, филм је номинован за најбољи међународни филм, најбољу глумицу (Торес) и најбољи филм, чиме је постао први бразилски филм који је икада номинован у овој категорији.

## Радња
Године 1970, бивши посланик Рубенс Паива враћа се у Рио де Жанеиро, у Бразил, након шест година самоизгнанства које је уследило након одузимања његовог мандата на почетку бразилског државног удара 1964. Живећи у идиличној кући у близини плаже Леблон са супругом Евниси и њихово петоро деце, Паива се враћа својој цивилној каријери, настављајући да подржава емигранте, али не разговарајући са породицом о својим активностима.
Након отмице швајцарског амбасадора од стране крајње левичарских револуционарних покрета, земља се суочава са растућом политичком нестабилношћу. Војна рација се дешава у Паивиној кући, што резултује његовим хапшењем и нестанком у јануару 1971. године. Јавне потраге Евниси за Рубенсовом судбином доводе до њеног хапшења и 12 дана мучења. Њихова кћерка тинејџерка  Елијана такође бива затворена, али је пуштена након 24 сата. Након умереног медијског негодовања које су изазвали породица и пријатељи, Евниси незванично сазнаје за Рубенсову судбину.
Двадесет пет година касније, 1996. године, Евниси од бразилске државе, сада поново демократски оријентисане, добија Рубенсов званични извод из матичне књиге умрлих. Године 2014, током породичног окупљања у друштву деце и унука, сада 85-годишња Евниси живи са узнапредовалом Алцхајмеровом болешћу. Када у вестима извештај Националне комисије за истину говори о Рубенсовом случају, узнемирена Евниси делује као да се присећа своје прошлости.
Завршни наслови откривају да је Паива убијен у седишту ДОИ-КОДИ између 21. и 22. јануара 1971. године. Петоро људи идентификовано је као одговорни за то, али никада нису процесуирани. Евниси је дипломирала право са 48 година. Постала је један од ретких стручњака за права домородачког становништва, радећи као саветник за савезну владу, Светску банку и Уједињене нације. Преминула је 2018. године у 89. години живота.

## Пријем

### Благајна
На дан отварања у Бразилу, Још сам ту довео је 50.320 људи у биоскопе, зарадивши 1,1 милион бразилских реала. Током првог викенда, иако је био мета фрустрираног бојкота бразилске крајње деснице, филм је дебитовао на првом месту на благајнама са 358.000 примљених, зарадивши 8,6 милиона реала, надмашивши трећу недељу Венома: Последњи плес (6,6 милиона реала) и друго издање Red One (5.3 милиона реала).
До фебруара 2025. филм је премашио 5 милиона примљених и постао бразилски филм са највећом зарадом од пандемије ковида-19, са зарадом од 25,2 милиона америчких долара.

### Критика
Још сам ту добио је огромне похвале након објављивања од стране јавности, филмских критичара и штампе; похвале су углавном биле упућене наступу Фернанде Торес. На агрегатору рецензија Rotten Tomatoes, 97% од 184 критика је позитивно, са просечном оценом 8.3/10. Консензус критичара веб-сајта гласи: „Поношен врхунским наступом Фернанде Торес, Још сам ту потресно истражује преокрет једне нације кроз потрагу једне породице за одговорима.“
Џесика Кјанг из Variety похвалила је филм и његов драматични набој: „Класичан по форми, али радикалан по емпатији, Још сам ту вероватно не треба наставке — један смештен у 1996, а други у 2014 — који донекле мењају емоционални ритам. С друге стране, ови ликови су толико живописни да ни ми не желимо да их напустимо". За Венди Иде из Screen Daily, Салес „никада не претерује са емоционалним ритмовима филма, ослањајући се уместо тога на величанствену, замршено слојевиту изведбу Торес која покреће филм“; похвалила је и Монтенегро, „која овде има кратку, али изузетно снажну улогу као старија Евниси“.
Неколико међународних медијских кућа поздравило је рад Фернанде Торес, а Collider га је сматрао једном од најбољих перформанса године, јер је „више него заслужан за номинацију за Оскара“. У својој рецензији за Deadline, Стефани Банбери описује филм као „прославу Бразила“ и хвали Торес, наводећи да глумица „има емоционалну деликатност као Евниси која најсуптилнијим сигналима преноси колико је кошта обуздавање анксиозности и беса зарад своје породице. Ово је перформанс који Фернанду Торес треба да катапултира у трку за награде, 25 година након што је њена мајка била номинована за Оскара у режисерском дебију Салиса Централна станица." Дејвид Руни у The Hollywood Reporter-у истакао је однос између Монтенегро и Торес, рекавши „Оно што везу чини још дирљивијом је то што се она појављује као старија, немоћна верзија главне јунакиње“, и препознао сам Још сам ту као „занимљив, дубоко дирљив филм са дубоким извором патоса. Један је од Салесових најбољих“. За IndieWire, Лејла Латиф каже да је перформанс Торес „спектакуларна колико би њена филмографија сугерисала, пошто је себе означила као једног од највећих глумаца на јужноамеричком континенту у улогама у Страној земљи (такође у режији Салиса) и Воли ме заувек или никад, због ког је освојила награду за најбољу глумицу. Њена Евниси поседује феноменалну снагу и стоицизам што чини да сваки моменат бола који успе да побегне из њеног оклопа још дирљивијим", и хвали је за њену интеракцију са Селтоном Мелом (Марсело).
Редатељ Алфонсо Кварон назвао га је једним од својих омиљених филмова из 2024. године, наводећи „Гледање филма Валтера Салиса треба да буде великодушно прихваћено, као да доживите гравитационо привлачење, које васс истовремено подиже и уземљује невидљивом, али неоспорном силом. Са Још сам ту, ефекат је много јачи. Многи други режисери, укључујући Никол Холефсенер и Чеда Хартигана су га навели као међу својим омиљеним филмовима из 2024. године.
Године 2025, Collider га је рангирао на број 3 на својој листи „10 најважнијих филмова 2020-их до сада“, при чему је Еди Посел написао „Са болешћу дезинформација и владине корупције која се шири стварним светом, прича испричана у оквиру Још сам ту је витално гледање за људе свих узраста како се друштво развија и пропада у исто време.
Национални одбор за ревизију прогласио га је једним од 5 најбољих међународних филмова 2024. године, и једним од 50 најбољих филмова године од стране британског филмског часописа Sight & Sound.

### Награде
Филм је добио неколико награда и номинација. На 82. додели Златног глобуса, филм је добио две номинације: најбољи филм на страном језику и најбољу глумицу у филму – драма за Торес. Торес је победила у својој категорији, поставши прва бразилска глумица која је освојила Златни глобус у категорији глуме. Филм је такође био номинован за најбољи филм на страном језику на 78. додели филмских награда Британске академије. На 97. додели Оскара, филм је добио три номинације, укључујући за најбољи филм, што је први пут да је бразилски филм номинован у овој категорији. Освојио је награду за најбољи међународни играни филм. 17. фебруара 2025. филм је добио Cinema for Peace Dove за највреднији филм године.

## Улоге
- Фернанда Торес као Евниси Паива[38]
  - Фернанда Монтенегро као Ејвнис Паива (старија)
- Селтон Мело као Рубенс Паива
- Гиљерме Силвеира као Марсело Рубенс Паива
  - Антонио Сабоја као Марсело Рубенс Паива (одрасли)
- Валентина Ерсађи as Vera Paiva
  - Марија Манојла као Вера Паива (старија)
- Луиза Косовски као Елиана Паива
  - Маржори Естиано као Елиана Паива (старија)
- Барбара Луз као Налу Паива
  - Габријела Карнеиро да Куња као Налу Паива (старија)
- Кора Мора као Марија Беатриз Фачола Паива
  - Оливија Торес као Марија Беатриз Фачола Паива (одрасла)
- При Хелена као Марија Хозе (Зезе)
- Умберто Карао као Феликс
- Меве Јинкингс као Далва Гаспариан
- Кајо Хоровиц као Рикардо Гомес Пимпао
- Камила Мардила као Далал Ачар
- Чарлс Фрикс као Фернандо Гаспаријан
- Луана Настас као Хелена Гаспаријан
- Исадора Руперт као Лаура Гаспаријан
- Данијел Дантас као Раул Риф
- Маите Падиља као Кристина
- Карла Рибас као Марта
- Дан Стулбак као Бокајва Куња
- Хелена Албергарија као Беатриз Бандеира